# Fensterkomparator
| Uin                 | A | B | Y |
| ------------------- | - | - | - |
| < Urefbot           | 1 | 0 | 0 |
| > Ureftop           | 0 | 1 | 0 |
| < Ureftop > Urefbot | 1 | 1 | 1 |

Schaltung eines Fensterkomparators und Spannungsverläufe

Ein Fensterkomparator ist eine elektronische Schaltung, die eine Eingangsspannung auf oberen und unteren Grenzwert erkennt. Sie besteht, wie in nebenstehender Schaltskizze dargestellt, aus zwei in gelb dargestellten Komparatoren, die die gemeinsame Eingangsspannung Uin zu ihrer jeweiligen Referenzspannung Uref top, für die obere Referenzspannung, und Uref bot, für die untere Referenzspannung, vergleichen.
Das logische UND-Gatter, in der Skizze in blau hinterlegt, der beiden Komparatorausgänge an den Punkten A und B ergibt das Ausgangssignal Y und liefert eine Information ob die Eingangsspannung Uin innerhalb der beiden Referenzgrenzwerte – im sogenannten „Fenster“ – befindet.
Der Fensterdiskriminator ist ein am Ausgang invertierter Fensterkomparator.
Er blendet eine als Fenster definierte Toleranz aus.
Eine Schaltung deren Fenster die obere und untere Schaltschwelle des Eingangs ist, ist der Schmitttrigger.

## Anwendung
Fensterkomparatoren werden unter anderem in der Überwachung von Füllstandmessungen im industriellen Umfeld eingesetzt, sowie der Steuerung von Vorrichtungen zur Nachbefüllung, Computern und Batteriespannungen eingesetzt.